# 歐陽劍華
歐陽劍華（1928年6月3日—2011年8月29日），福建福州人，書畫家、臺灣白色恐怖時期受難者，因為言论而入獄多年，出獄後畫有許多政治犯被刑求的畫作。

## 生平

### 福建期間
歐陽劍華生於福建福州，出生貧困，父親遭土匪所殺、母親拋家，接濟他的親人也相繼過世，只好幫人牧牛、四處打工。他效法王冕自學書畫，少年就在鄉里畫出好名聲，十五歲被一位有錢的寡婦收養，得以上學。就讀中學時勤寫小說、新詩投稿報社。十八歲時考上福建省立師範學院（今福建师范大学），後受到「一寸山河一寸血，十萬青年十萬軍」的口號，加入中国青年军，1949年隨軍來台。

### 入獄期間
來臺以後，歐陽劍華轉到陸軍金門防衛司令部政工隊，以少尉任職，被指派在金門縣金沙鎮陽宅村的小學教書，兼任校長。當時，歐陽劍華隊中一名部下，三不五時就到學校對小學生實施愛國教育。有一次，歐陽劍華終於受不了，直接回該部下一句：「老蔣多偉大，怎麼整個大陸丟掉了呢？」就因這句話，歐陽劍華被檢舉思想不純正，1952年被關押於保安處看守所（今西門町附近），判感訓三年，在隔年4月送到綠島時遇見了當時十八歲因台中地區工委會張伯哲等人案判刑十二年的張常美。那時，島上女性出來挑水時，所有在外行動的男子都會趕快停下手邊工作觀看，就像閱兵一樣，歐陽劍華就看上張常美。但兩個人沒有交談的機會，一直到後來兩人都到土城生產教育實驗所，他才開始寫情信給張女，並對長官主動表示他和某女通信，長官只勸不要談到政治問題便可。
原本歐陽劍華在1955年就可以出獄，但因為隻身在台，找不到保人，加上有一次因為籌備蔣介石生日慶祝活動，在人仰馬翻之餘隨口講：「一將功成萬骨枯」，因此繼續被關，直到1961年經由張常美與一位日籍難友找到保人才得以出獄。

### 出獄期間
1962年，張常美出獄，與歐陽劍華組織家庭，育有一女三子，日後從事於音樂界、舞蹈界、水利界。歐陽劍華出獄後在台北縣三重開設「華美禮品部」，經營剪金字、寫輓聯、代客寫字、喜慶禮儀用品如紙匾喜幛等零售 。當時出獄者後生活困苦，不時受到特務騷擾，即使有機會求職謀生，特務也總會向雇主密誣指稱他們是匪諜，很多外省人出獄後謀職不易，又因隻身在台，最後以自殺結束生命。台灣經濟起飛時，許多商家寶號紛紛前來求字，歐陽劍華獨創一格的「冠頭人名詩」將求墨寶者的名號藏於古典詩行首，連日本收藏家都慕名前來求字畫，工藝創作因此外銷至海外揚名。
解嚴後，兩人才把那段苦難故事向子女說。這對夫妻投入白色恐怖歷史的平反甚早，歐陽劍華常關心外省單身難友的生活，更為他們找判決書、寫補償申請書，又在自己半小說體的回憶錄《百劫重興：中國人百年苦難》書寫中許多難友的遭遇。身為外省第二代、自小接受黨國、愛國教育長大的女兒歐陽慧珍，不太能接受這個事實，曾勸父母不要再回想過去，也質問父母說：「為什麼你們要一直去翻以前的照片，講以前的故事？為什麼你們不能往前看？」隨着愈來愈多白色恐怖資料及檔案的解密，她才愈能理解父母。
2000年，陳水扁政府執政後，歐陽劍華主動提供當時入獄者受難的繪畫，並在妻子的鼓勵下，畫出政治犯遭刑求的畫作，為綠島人權文化園區的建立盡許多心力。畫作有拔指甲、坐板凳、跪冰塊及「螞蟻上樹」等酷刑，如一幅畫中，李蒼降的妻子被特務將她以自已的長髮高吊在樑柱上，一旁穿著制服的軍官持續對她刑求，而在她腳下，則是一攤被打到早產的鮮血及剛呱呱落地的胎兒；另一幅畫中，兩位苦瓜臉、穿著國民政府軍服的特務，把下半身赤裸的《新生報》女記者沈嫄璋架著坐在粗麻繩上拖行，她的下體緊鄰著沾滿鮮血的粗麻繩，面露呼救的痛苦神情。綠島人權文化園區六十件擠在監舍的犯人蠟像姿態，就是根據歐陽劍華所繪的人體素描所製作。
2011年8月，歐陽劍華於國立國父紀念館「藝域火燒島」創作聯展中展出難友遭刑求的作品，在出席茶會後十日的同月29日清晨於睡夢中離世。告別式時蘇貞昌前來弔唁，學界、藝文界匯聚數百人，老難友也來送行。

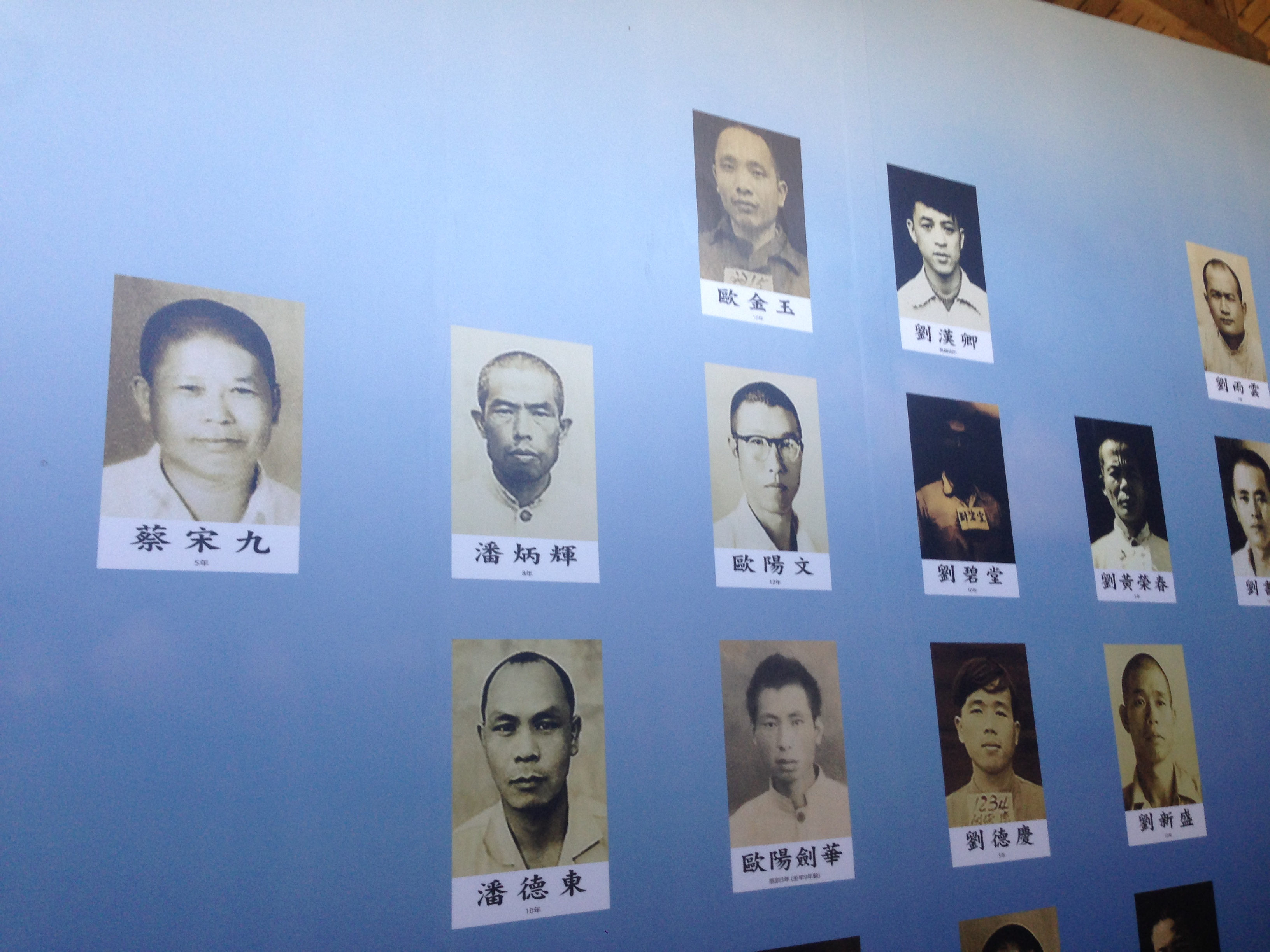
綠島人權文化園區新生訓導處第三大隊展示區的牆壁上，有歐陽劍華、歐陽文等囚犯照片。

## 身後
2012年9月，歐陽劍華逝世一年後，女兒歐陽慧珍以《浮生——我愛的人在火燒島》舞劇進行公演，以紀念父母的故難，並找兩位學音樂的弟弟共同演出，還因閱讀相關的資料而哭泣。在新北市藝文中心公演時，歐陽劍華的子、孫輩皆有上台演出，十多位飾演囚犯的舞者，透過鮮紅燈光將驚惶扭曲的肢體剪影投射在布幕，突地一聲槍響，一名舞者倒地，難友跪地痛哭，不少觀者激動拭淚。
2015年3月12日，中華民國文化部所屬國家人權博物館籌備處舉辦「冤獄、求生與揚名：歐陽劍華與張常美生命故事分享座談會」，張常美與三位子女歐陽慧剛、歐陽慧珍、歐陽慧儒共同出席。